# Ali Bennaceur
Pour les articles homonymes, voir Bennaceur.
Ali Bennaceur (arabe : علي بن ناصر), né le 2 mars 1944, est un arbitre tunisien de football.
Il a été arbitre international de 1976 à 1991. Il est connu pour avoir arbitré le match Argentine-Angleterre en quart de finale de la Coupe du monde 1986. Au cours de cette rencontre, il a notamment commis une erreur d'arbitrage qui est entrée dans l'histoire et la légende de la Coupe du monde : en effet, n'ayant pas vu le geste illicite, il a validé à tort un but inscrit de la main par l'Argentin Diego Maradona.
Le 17 août 2015, de passage en Tunisie, Maradona lui rend visite à son domicile, lui rendant hommage pour cette fameuse « Main de Dieu » (le surnom donné à ce but par Maradona lui-même) en lui offrant un maillot argentin portant sa signature,,,.

## Carrière
Il a officié dans des compétitions majeures : 
- Coupe d'Afrique des nations de football 1984 (finale) ;
- Coupe du monde de football des moins de 20 ans 1985 (deux matchs) ;
- Coupe d'Afrique des nations de football 1986 (finale) ;
- Coupe du monde de football 1986 (deux matchs) ;
- Coupe d'Afrique des nations de football 1988 (un match).